# Hubert Mouly
Pour les articles homonymes, voir Mouly.
Hubert Mouly, né le 2 septembre 1924 à Narbonne et mort le 18 août 2006, était un avocat français. Il fut maire de Narbonne (Aude), de 1971 à 1999.

## Biographie
Hubert Mouly fut maire pendant 40 ans, 12 ans à Villardebelle dans l'Aude et 28 ans à Narbonne. Il fut bâtonnier de l'ordre des avocats du barreau de Narbonne de 1963 à 1965 et de 1987 à 1988. Sa liste portait le nom de Nouveau Narbonne et se voulait plutôt une liste de rassemblement des diverses composantes de droite, même si lui-même se proclamait apolitique,. Outre le fait d’être le maire de sa ville natale, il a aussi été conseiller général de l’Aude, élu du canton de Narbonne-Sud de 1976 à 1988 et conseiller régional du Languedoc-Roussillon de 1986 à 1998, questeur de la majorité de Jacques Blanc, président de droite.
À deux reprises, il est mis en cause dans des affaires, sans être, dans l'un et l'autre cas, poursuivi après examen par les autorités judiciaires. En 1988, une affaire est instruite à la suite du prolongement, en tant que maire de Narbonne, et sans appel d'offres d'un contrat d'une société dont il est par ailleurs l'avocat. Le délit d'ingérence est reconnu mais un non-lieu est prononcé par le juge. Et dix ans plus tard, en 1999, il est interrogé sur un transfert d'argent, entre deux associations qu'il a créé et dirige. Mais le procureur classe l'affaire sans suite, l'intention frauduleuse ne lui semblant pas établie.
En 2014, une statue en son honneur, financée par souscription,, est inaugurée, donnant sur une avenue de Narbonne portant son nom, l'Avenue Maître Hubert Mouly.
Il est le père de l'universitaire et juriste Christian Mouly (1949-1996) et de l'avocat et homme politique Didier Mouly (1951-2023) qui fut également maire de Narbonne.